# Ель-Хенша
Ель-Хенша (араб. الحنشة) — місто в Тунісі. Входить до складу вілаєту Сфакс. Знаходиться за 50 км на південь від міста Сфакс. Станом на 2004 рік тут проживало 6 277 осіб.